# Unternehmen Wikinger
Das Unternehmen Wikinger war eine Aktion der deutschen Kriegsmarine im Zweiten Weltkrieg.
Aufgrund schwerer Versäumnisse der Marineführung sowie unglücklicher Umstände verlor der deutsche Verband zwei der eingesetzten sechs Zerstörer noch vor Erreichen des Einsatzgebietes, worauf das Unternehmen abgebrochen wurde.

## Vorbereitungen

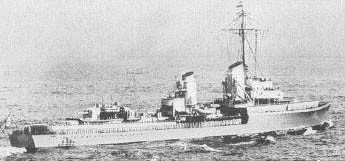
Der gesunkene Zerstörer Z 1 Leberecht Maass

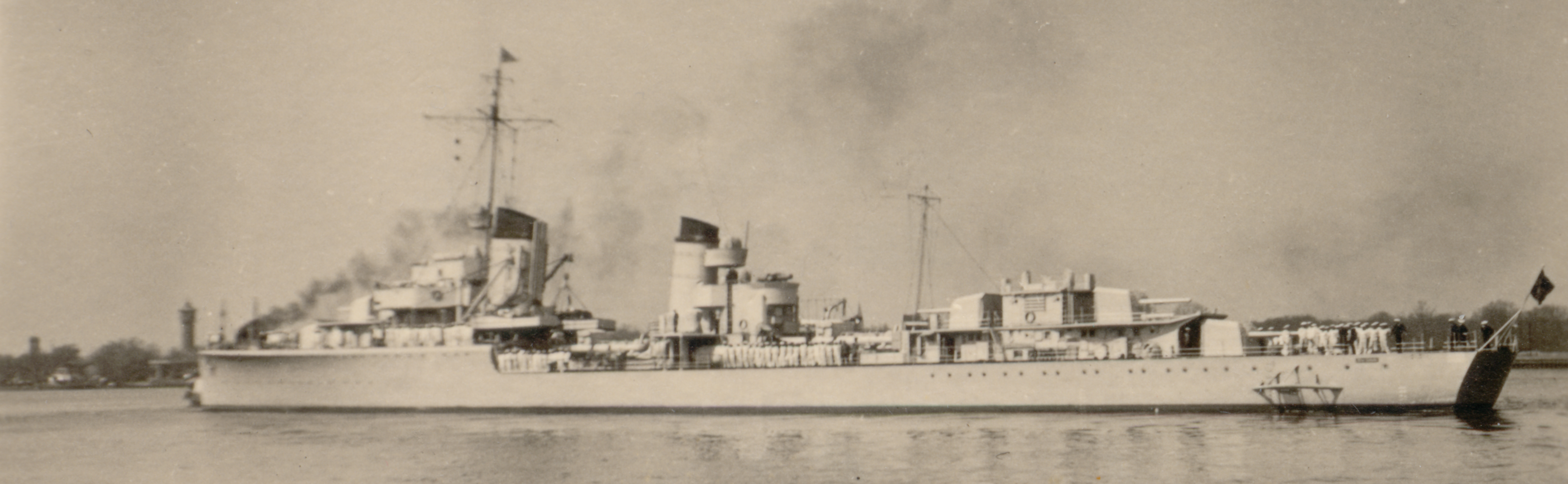
Sank nach Minentreffer: Zerstörer Z 3 Max Schultz

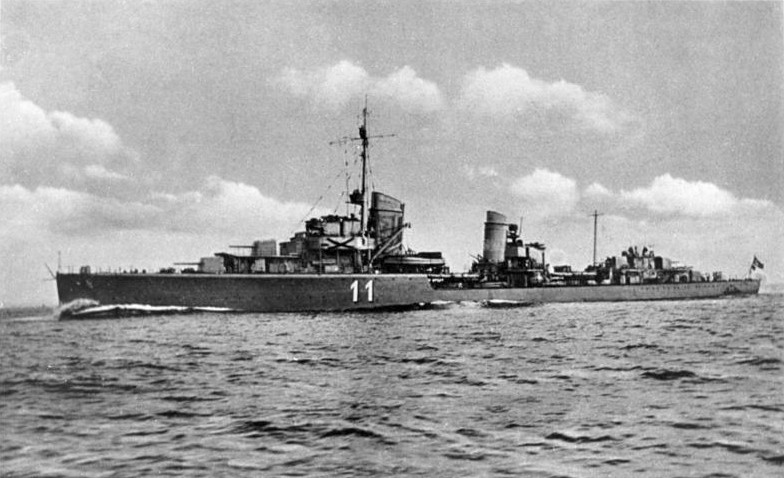
Der an dem Unternehmen beteiligte Zerstörer Z 4 Richard Beitzen

In der Nacht vom 22. auf den 23. Februar 1940 sollte ein deutscher Verband, bestehend aus den Zerstörern Z 3 Max Schultz, Z 4 Richard Beitzen und Z 16 Friedrich Eckoldt der 1. Zerstörerflottille, Z 1 Leberecht Maass und Z 6 Theodor Riedel der 2. Zerstörerflottille und Z 13 Erich Koellner der 4. Zerstörerflottille in das Gebiet der Doggerbank vorstoßen und gegen dort von der Luftaufklärung festgestellte britische Fischtrawler vorgehen. Es wurde vermutet, dass es sich bei zahlreichen dieser Schiffe um getarnte Vorpostenboote handelte. Aufgebrachte Trawler sollten entweder versenkt oder als Prise nach Deutschland gebracht werden. Zu diesem Zweck waren auf den Zerstörern zusätzliche Soldaten als Prisenkommandos eingeschifft worden.
Gleichzeitig bereitete das X. Fliegerkorps der Luftwaffe Luftangriffe gegen die britische Handelsschifffahrt an der englischen Ostküste vor. Die Luftwaffe informierte die Marine am Mittag des 22. Februar, dass in der Nacht einzelne oder in kleinen Gruppen fliegende Maschinen an der britischen Küste operieren würden. Am späten Nachmittag bat die Luftwaffe die Marine zusätzlich um das Einziehen der Ballonsperren während der Nacht, damit zurückkehrende Maschinen nicht versehentlich hineinflögen. Die Marine unterrichtete davon die Ballonsperren, traf jedoch keine weiteren Maßnahmen, um die Flotte von den Luftoperationen zu informieren.
Zur Unterstützung des Zerstörerverbandes bat die Marine ihrerseits die Seeluftaufklärung um Aufklärungsflüge im Zielgebiet sowie um Jägerunterstützung für die auslaufenden Zerstörer am 22. sowie für das Einlaufen am 23. Februar. Die Luftwaffe kam beiden Aufforderungen nach; da das X. Fliegerkorps aber weder mit der Seeluftaufklärung noch mit den Jägern zu tun hatte (es war organisatorisch eine praktisch eigenständige Einheit), bekam es davon nichts mit. Es wurde erst informiert, als am frühen Abend die Marine beim X. Fliegerkorps um das Bereitstellen einer Kampfstaffel zur Unterstützung heimkehrender Zerstörer bat. Dies führte dann zur Anfrage des stutzig gewordene Fliegerkorps bei der Marine, ob heimkehrend bedeute, dass eigene Zerstörer während der Nacht in der Nordsee operieren würden. Erst jetzt, sechs Stunden nachdem sie vom Fliegerkorps über die geplanten Luftoperationen informiert worden war, informierte die Marine das X. Fliegerkorps über das „Unternehmen Wikinger“ und bat darum, den Bombern im Zielgebiet Doggerbank und auf dem Anmarschweg Angriffe zu untersagen. Dies war jedoch nicht mehr möglich, da die Bomber zu diesem Zeitpunkt bereits starteten. Eine Benachrichtigung der Bomber über Funk unterblieb, weil die Anweisung (mit kompletter Angabe des Operationsgebietes) sehr komplex war und die zur Verfügung stehenden Verschlüsselungsmittel nicht als sicher genug betrachtet wurden (man befürchtete, die Briten könnten dadurch auf die Zerstörer aufmerksam werden). Eine Unterrichtung der Zerstörer über die Luftoperationen hingegen wäre problemlos möglich gewesen, diese Nachricht wäre simpler und mit den auf den Zerstörern vorhandenen Enigma-Maschinen wäre eine als ausreichend erachtete Verschlüsselung gewährleistet gewesen. Jedoch unternahm die Marine nichts dergleichen.

## Ablauf
Am 22. Februar 1940 lief die 1. Zerstörerflottille unter Führung ihres Chefs, Fregattenkapitän Fritz Berger, aus Wilhelmshaven aus. Die deutschen Zerstörer fuhren in Kiellinie auf dem Minenfreien Weg I. Dies war eine streng geheime 6 Seemeilen (11 km) breite Gasse durch das deutsche Minenwarngebiet, dem aus großen Seeminenfeldern bestehenden Westwall zur See. Allerdings hatten zwei britische Zerstörer in der Nacht vom 9. zum 10. Januar 1940 Minen in den minenfreien Weg gelegt. Dies war unbemerkt geblieben, weil auf deutscher Seite nicht genügend Minenräumer zur Überprüfung der minenfreien Wege zur Verfügung standen.
An der Spitze marschierte das Flaggschiff Friedrich Eckoldt, es folgten die Richard Beitzen, die Erich Koellner, die Theodor Riedel, die Max Schultz und am Schluss die Leberecht Maass. Um 19.13 Uhr wurden auf der Friedrich Eckoldt Flugzeugmotorengeräusche wahrgenommen. Es handelte sich um einen deutschen He-111-Bomber der II. Gruppe des Kampfgeschwaders 26, der seinerseits die deutschen Zerstörer bemerkte. Die in Beobachtungen von Schiffen kaum ausgebildete Besatzung glaubte aber, ein einzelnes 4000-Tonnen-Handelsschiff zu sehen. Da sie nicht über deutsche Schiffe in diesem Gebiet informiert war, gleichzeitig so weit im Osten aber nur definitiv als feindlich erkannte Schiffe angreifen durfte, umkurvte der Bomber die Zerstörer zur näheren Identifizierung.
Um 19.21 Uhr wurde er von den Zerstörern, die ihrerseits ebenfalls nicht über die Anwesenheit deutscher Maschinen informiert waren, als feindlich eingestuft und beschossen. Die Besatzung der He 111 war daraufhin überzeugt, es mit einem feindlichen Schiff zu tun zu haben und drehte zunächst ab.
Um 19.40 Uhr flog das Flugzeug von achtern einen Angriff auf das Schlussschiff Leberecht Maass, bei dem es um 19.44 Uhr vier 50-kg-Bomben warf. Eine davon traf die Leberecht Maass zwischen Brücke und erstem Schornstein. Der Zerstörer scherte aus der Kiellinie aus und bat mit einem Signalspruch an den Flottillenchef um Hilfe, worauf die restlichen Zerstörer um 19.46 Uhr umdrehten.
Das Flaggschiff Friedrich Eckoldt hatte sich der Leberecht Maass bereits auf 150 m angenähert, als diese um 19.56 Uhr mit einer spektakulären Explosion auseinanderbrach. Aufgrund der geringen Wassertiefe blieben Teile von Heck und Bug über Wasser. Die Erich Koellner lief sofort zur Rettungsaktion an und begann mit der Rettung Überlebender. Da ereignete sich um 20.04 Uhr eine schwere Explosion auf der Max Schultz. Daraufhin wurde auf den übrigen vier Zerstörern U-Boot-Alarm gegeben.
Dies führte zu Verwirrung auf den restlichen Zerstörern. Ausgucks glaubten immer wieder, Torpedobahnen zu sehen, worauf die Zerstörer Ausweichmanöver oder Angriffe fuhren. Nach dem Abwerfen der Wasserbomben liefen alle Zerstörer ab, lediglich die Erich Koellner blieb beim Wrack der Leberecht Maass zur Fortsetzung der Rettungsaktion. Um 20.16 Uhr ging die Erich Koellner mit der Fahrt an, dabei kenterte das am Backbord-Schraubenschutz festgemachte Rettungsboot mit den darin befindlichen Geretteten, die allesamt in die See stürzten und ertranken. Um 20.28 Uhr traf die Erich Koellner beim Wrack der Max Schultz ein. Um 20.30 Uhr erfolgte U-Boot-Alarm, worauf der Zerstörer auf das vermeintliche U-Boot zulief. Um 20.36 Uhr gab der Chef der Flottille den Befehl zur Umkehr. Damit wurde auch die Rettung noch im Wasser treibender Überlebender endgültig abgebrochen. Um 21.05 Uhr trat die Erich Koellner als letzter Zerstörer den Rückmarsch nach Wilhelmshaven an.
Dies hatte zur Folge, dass letztlich nur 60 Überlebende der Leberecht Maass gerettet wurden, von denen einer auf dem Rückweg starb. Von der Max Schultz wurden keine Überlebenden geborgen, zusätzlich starb ein Besatzungsmitglied der Erich Koellner, als der Zerstörer bei einem Ausweichmanöver vor vermeintlichen Torpedos sein zur Rettung ausgesetztes Motorboot überfuhr. Insgesamt verloren 578 Besatzungsmitglieder ihr Leben.
Am Morgen des 23. Februars 1940 trafen die verbliebenen Boote in Wilhelmshaven ein.

## Nachspiel
Z 1 Leberecht Maass und Z 3 Max Schultz waren die ersten Zerstörer, die die Kriegsmarine im Zweiten Weltkrieg verlor. Dass die Zerstörer, die in der Vergangenheit vor der englischen Küste riskante Minenoperationen ohne Verluste durchgeführt hatten, von den eigenen Streitkräften vernichtet worden waren, erregte großes Aufsehen in den Kommandostäben bis hin zum Führerhauptquartier (vor der Öffentlichkeit wurde der Vorfall geheim gehalten). Zusätzlich war gegen 00:25 Uhr am 23. Februar ein heimkehrender He-111-Bomber von auf Borkum stationierten Flak-Batterien der Marine abgeschossen worden. Daraufhin wurde eine Untersuchungskommission eingerichtet, welche auf dem Schweren Kreuzer Admiral Hipper tagte. Da man noch nichts von den britischen Minen wusste und die Aussagen der Überlebenden der Z 1 Leberecht Maass widersprüchlich waren (von den Offizieren hatte keiner überlebt), kam die Kommission zum Schluss, die He 111 hätte mit dem zweiten Angriff auch die Max Schultz versenkt. Leberecht Maass müsse nach dem ersten Angriff durch eine innere Explosion verloren gegangen sein. Die Kommission sah die unzureichende Information der Luftwaffe durch die Marine als Hauptursache der Versenkung der beiden Zerstörer an.
Großadmiral Erich Raeder schrieb am 15. März 1940 an Adolf Hitler: „Die nicht rechtzeitig erfolgte Unterrichtung des Fliegerkorps X durch das Marinegruppenkommando West über die beabsichtigte Zerstörerunternehmung hat zu der verhängnisvollen Entwicklung beigetragen …“
Daraus wurden letztlich keine Konsequenzen gezogen, niemand wurde zur Verantwortung gezogen und die Koordination zwischen Luftwaffe und Kriegsmarine blieb auch während des gesamten Krieges wegen der unkooperativen Einstellung Görings mangelhaft.
Es gilt als sicher, dass Max Schultz durch eine Mine zur Explosion gebracht wurde. Bei Leberecht Maass konnte nie ganz geklärt werden, ob die Detonation ein weiterer Bombentreffer war oder ob der Zerstörer auf eine Mine lief.